# 李中权

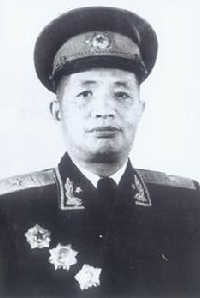
李中权少将1955年授衔照

李中权（1915年12月—2014年8月4日），四川达县人，中国人民解放军将领、中国人民解放军开国少将。

## 生平
1928年加入中国共产主义青年团。1932年参加中国工农红军，任蒲家场红军游击队一大队政委。1933年加入中国共产党。之后，历任中共绥定道委宣传部部长，中共川西道委组织部部长。1934年起出任红四方面军政治部地方工作部部长，中共天全县委书记，金川独立第二师政治委员。李中权一家十口人参加了长征，父亲病故于通江县，母亲、妹妹、妹夫死于草地，大哥被张国焘错杀，二哥战斗中阵亡。
抗战爆发后，李中权长期在抗日军政大学工作，历任教员、第二分校大队政治委员、第二分校三团政治委员。1942年调冀东军分区任政治部主任，1944年任冀热辽军区政治部主任。国共内战时期，1947年出任东北民主联军第九纵队副政治委员兼政治部主任，1948年任东北野战军第九纵队政治委员。1949年任第四野战军第46军政治委员（军长詹才芳），并担任衡阳市军事管制委员会主任。
1951年调任空3军政委，赴朝学习空军实际作战经验。1952年三反运动中受冲击。改任北京军区空军参谋长、副司令员兼代政委。1962年毕业于高等军事学院基本系。1978年，调任南京军区空军副司令员，不久改任第二政委，1983年离休。
1955年，授予中国人民解放军少将。曾荣获二级八一勋章、一级独立自由勋章、一级解放勋章、一级红星功勋荣誉章。
2014年8月4日，李中权在北京逝世。